# Åssjön, Hälsingland
Åssjön är en sjö i Härjedalens kommun i Hälsingland och ingår i Ljusnans huvudavrinningsområde. Sjön har en area på 0,151 kvadratkilometer och ligger 397,7 meter över havet.

## Delavrinningsområde
Åssjön ingår i det delavrinningsområde (687026-145773) som SMHI kallar för Mynnar i Ängerån. Medelhöjden är 415 meter över havet och ytan är 7,62 kvadratkilometer. Det finns inga avrinningsområden uppströms utan avrinningsområdet är högsta punkten. Vattendraget som avvattnar avrinningsområdet har biflödesordning 3, vilket innebär att vattnet flödar genom totalt 3 vattendrag innan det når havet efter 191 kilometer. Avrinningsområdet består mestadels av skog (64 procent) och sankmarker (21 procent). Avrinningsområdet har 0,2 kvadratkilometer vattenytor vilket ger det en sjöprocent på 2,6 procent.